# Lee (Londres)
Pour les articles homonymes, voir Lee.
Lee est une zone anglaise située au sud-est de Londres, dans le borough londonien de Lewisham.